# Coupe Spengler 1963
Navigation
Édition précédente Édition suivante
La Coupe Spengler 1963 est la 37e édition de la Coupe Spengler. Elle se déroule en décembre 1963 à Davos, en Suisse.

## Règlement du tournoi
Les équipes sont regroupés au sein d'un seul groupe. Les équipes jouent un match contre chacune des autres équipes. Le premier de la poule est déclaré vainqueur de la Coupe Spengler.

## Résultats des matchs et classement
| Clt   | Équipe                 | PJ | V | D | N | BP | BC | Pts |
| ----- | ---------------------- | -- | - | - | - | -- | -- | --- |
| +001, | Sparta Prague Sokolovo | 4  | 3 | 0 | 1 | 31 | 9  | 7   |
| +002, | EC Klagenfurt AC       | 4  | 2 | 1 | 1 | 23 | 18 | 5   |
| +003, | Timrå IK               | 4  | 2 | 2 | 0 | 16 | 16 | 4   |
| +004, | HC Davos               | 4  | 2 | 2 | 0 | 18 | 25 | 4   |
| +005, | Krefelder EV           | 4  | 0 | 4 | 0 | 13 | 33 | 0   |

- Vainqueur de la compétition